# Johannes 't Sanctius

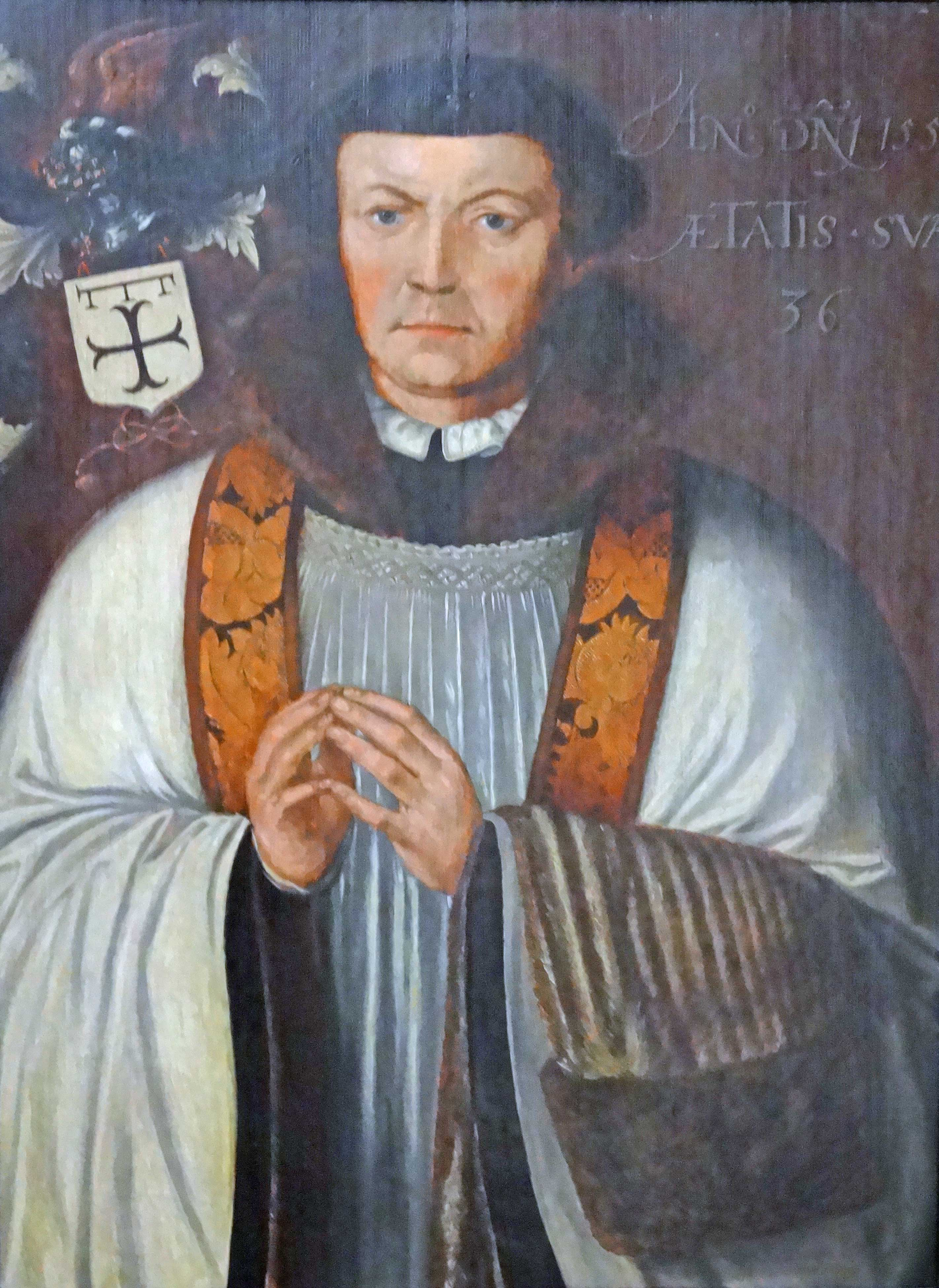
Johannes 't Sanctius afgebeeld op een paneel omstreeks 1550

Johannes 't Sanctius (1517/1518 - 30 april 1554)  was pastoor van de Goudse Sint-Janskerk.

## Biografische aantekeningen
't Sanctius werd in 1517 of 1518 geboren. Op jonge leeftijd, omstreeks 24 jaar oud, werd hij pastoor van de Goudse Sint-Janskerk. Hij woonde in Gouda aan de Markt naast de toenmalige parochieschool. Tijdens zijn pastoorschap werd de kerk in 1552 grotendeels door brand verwoest.  Ook het interieur, waaronder altaarstukken en gebrandschilderde ramen, gingen in de vlammen op. Onder zijn leiding werd de herbouw van de kerk ter hand genomen. 't Sanctius heeft daarvan slechts het allereerste begin mogen meemaken. Wel is nog in zijn periode een begin gemaakt met de vervaardiging van de Goudse glazen. Een van de gebrandschilderde glazen, het glas met de afbeelding van Thomas, is voorzien van zijn familiewapen. Hij is, volgens het Museum Gouda, waarschijnlijk de initiatiefnemer geweest voor de vervaardiging van dit glas, dat door een van zijn opvolgers, Joost Bourgeois, aan de kerk werd geschonken. Het geschilderd portret van 't Sanctius bevindt zich in de collectie van het Museum Gouda, het is aan het museum in bruikleen gegeven door de Oudkatholieke Kerk Sint-Johannes de Doper in Gouda. Hij overleed in april 1554 in de leeftijd van omstreeks 36 of 37 jaar.

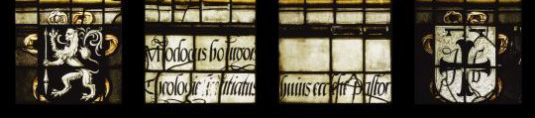
Familiewapen van 't Sanctius in een van de Goudse glazen